# Carl Starfelt
Carl Starfelt, né le 1er juin 1995 à Stockholm en Suède, est un footballeur international suédois qui évolue au poste de défenseur central au RC Celta.

## Biographie

### IF Brommapojkarna
Né à Stockholm en Suède, Carl Starfelt est formé par l'IF Brommapojkarna. Il joue son premier match en professionnel le 9 mars 2014 en Svenska Cupen face au Jönköpings Södra IF. Il entre en jeu à la place de Jacob Une Larsson lors de cette rencontre qui se solde par un match nul et vierge (0-0).

### IFK Göteborg
En janvier 2018 Carl Starfelt rejoint l'IFK Göteborg, l'un des clubs les plus titrés du pays. Le transfert était pressenti depuis le 10 août 2017. Il joue son premier match sous ses nouvelles couleurs le 17 février 2018, en étant titularisé en Svenska Cupen face au Varbergs BoIS. Son équipe s'impose par un but à zéro ce jour-là.

### Rubin Kazan
Le 13 juillet 2019 Carl Starfelt s'engage en faveur du Rubin Kazan.

### Celtic FC
Le 21 juillet 2021, Carl Starfelt s'engage en faveur du Celtic FC pour un contrat de quatre ans,.
Dès sa première saison il est sacré champion d'Écosse avec le Celtic, le club remportant le titre pour la 52e fois de son histoire.
Starfelt inscrit son premier but pour le Celtic le 14 août 2022, à l'occasion d'une rencontre de championnat face au Kilmarnock FC. Il est titularisé et participe à la victoire de son équipe par cinq buts à zéro,,. Lors de cette saison 2022-2023 il participe au nouveau sacre du Celtic, le club remportant le championnat pour la 53e fois de son histoire.

### Celta Vigo
Le 10 août 2023, Carl Starfelt quitte le Celtic afin de s'engager en faveur du Celta de Vigo .
Starfelt inscrit son premier but pour le Celta le 4 novembre 2023, lors d'une rencontre de championnat face au Séville FC. Titulaire, il ouvre le score de la tête sur un service de Iago Aspas mais les deux équipes se neutralisent (1-1 score final).
Le 26 août 2024, Starfelt marque son deuxième but pour le Celta, à l'occasion d'un match de Liga face au Villarreal CF. Malgré son but son équipe est battue par quatre buts à trois.

## Palmarès
Celtic FC
- Championnat d'Écosse (2)
  - Champion en 2022 et 2023
- Coupe de la Ligue écossaise de football (2)
  - Vainqueur en 2022 et 2023
- Coupe d'Écosse (1)
  - Vainqueur en 2023